# Sarcofaag van Adelfia

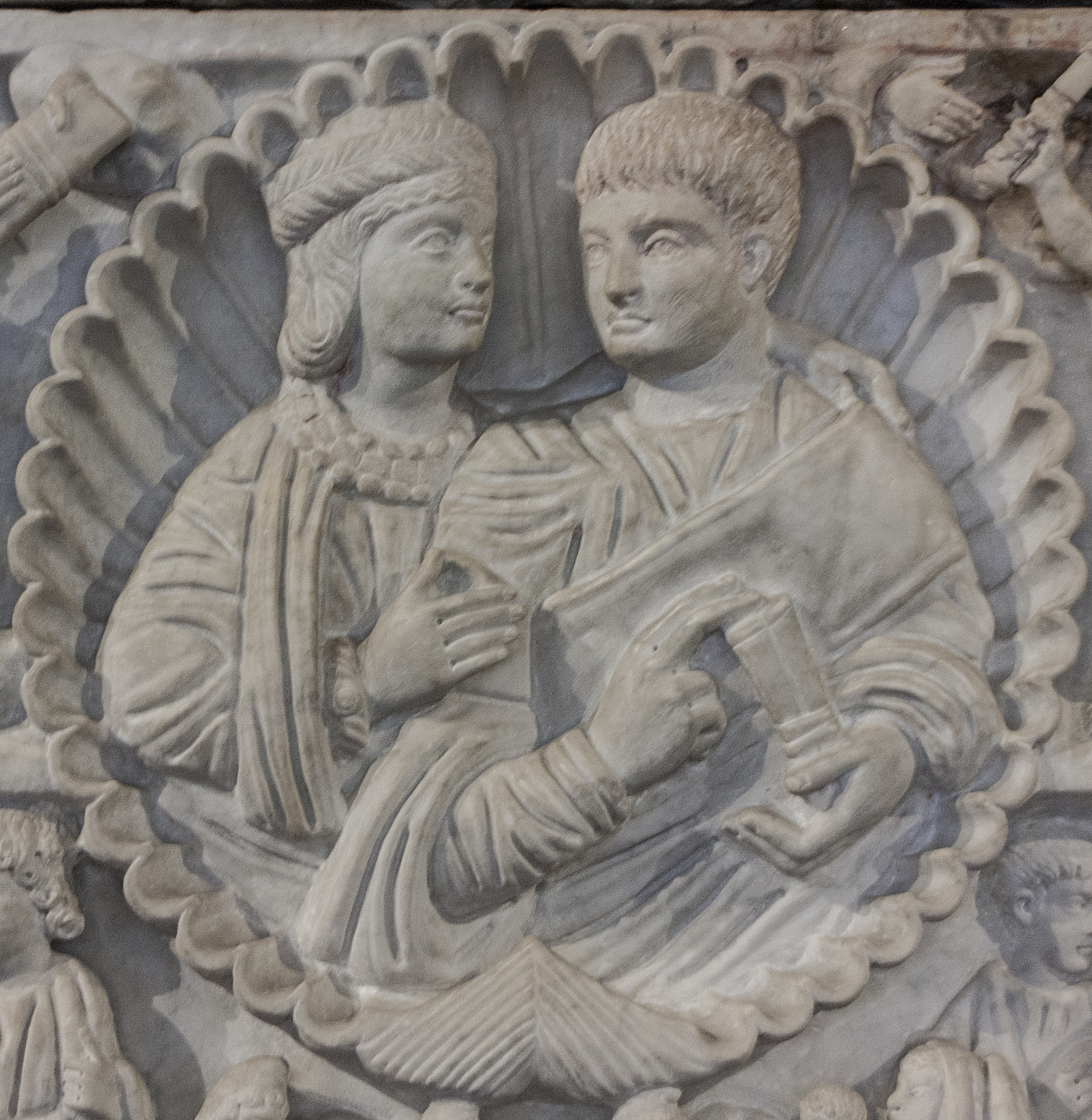
Detail van de Sarcofaag van Adelfia. (mogelijks) Adelfia met haar man Valerius

De Sarcofaag van Adelfia (4e eeuw) bevindt zich in het Museum Paolo Orsi in Syracuse, op het Italiaanse eiland Sicilië. Het was de sarcofaag van de rijke christenvrouw genaamd Adelfia, echtgenote van Valerius of Balerius, een patriciër in Sicilië. Ten minste dat staat op het deksel, dat mogelijks van een latere datum (eind 4e eeuw) is dan de koffer zelf (2e helft 4e eeuw). Deze datering situeert de sarcofaag in het tijdperk van keizer Constantijn de Grote, diegene die het christendom toeliet in het Romeinse Rijk.
De sarcofaag is volledig van marmer gemaakt. Het is aan de voorzijde versierd met tientallen figuren uit het Oude en Nieuwe Testament. De sarcofaag van Adelfia is een schoolvoorbeeld van proteo-christelijke of vroegchristelijke kunst.

## Historiek
In juni 1872 ontdekte Francesco Cavallari de sarcofaag. Cavallari was voorzitter van de commissie Commissione di Antichità e Belle Arti di Sicilia in het koninkrijk Italië. Hij deed de ontdekking in een nis in de Catacomben van San Giovanni, die in de vroege middeleeuwen de naam droegen van Catacomben van San Marziano. De sarcofaag belandde later in het Museum Paolo Orsi. Het idee dat er nog andere sarcofagen verborgen zaten in de catacomben onder Syracuse bleek alsnog ongegrond.

## Beschrijving

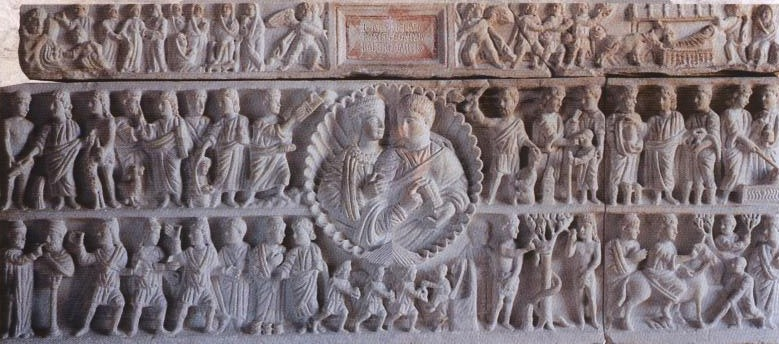
Overzicht

De koffer is in twee stukken gebroken; het deksel is intact.
De buitenafmetingen zijn 2,07 m lang, 0,84 m breed en 0,84 m hoog zonder deksel. Het deksel is kleiner met 2,00 m lengte, 0,81 m breedte en 0,20 m hoogte.

### Deksel
Midden op het deksel staat de Latijnse inscriptie: (H)IC ADELFIA C(LARISSIMA) F(EMINA) POSITA CONPAR BALERI COMITIS. Dit betekent: Hier is neergelegd Adelfia, een zeer bekende vrouw en echtgenote van graaf Valerius. Een engel links en rechts staan naast de inscriptie.
Van links naar rechts zijn uitgebeeld:
- Bron der wijsheid, volgens het Proto-evangelie van Jakobus
- De Wijsheid wordt weggevoerd. Alternatieve uitleg: Maria, de moeder van Jezus, wordt begeleid.
- Een adellijke vrouw zit aan de voeten van de Wijsheid op haar troon. Alternatief, Maria op haar hemeltroon.
- Drie wijzen gaan naar de stal van Bethlehem. Het is merkwaardig dat er drie wijzen op het deksel afgebeeld staan, wetend dat er op de koffer eveneens drie wijzen staan.
- Jezus in de kribbe. Voor Sicilianen gaat het om de oudste uitbeelding van een kribbe ter wereld.[3]
- Maria met herder.

### Koffer
In het midden van de koffer staat een medaillon met een Romeins echtpaar, mogelijks Adelfia en haar man Valerius.
Op de bovenste rij zijn uitgebeeld van links naar rechts:
- God deelt in het Aards paradijs taken uit aan Adam en Eva
- Verloochening van Petrus met de haan
- Jezus en de vrouw met bloedingsneigingen
- Mozes ontvangt de Tafelen van de Wet
- Isaak wordt geofferd
- Jezus geneest een blinde man
- Vermenigvuldiging van de broden en de vissen
- Opwekking van de dochter van Jaïrus.

Op de onderste rij zijn uitgebeeld van links naar rechts:

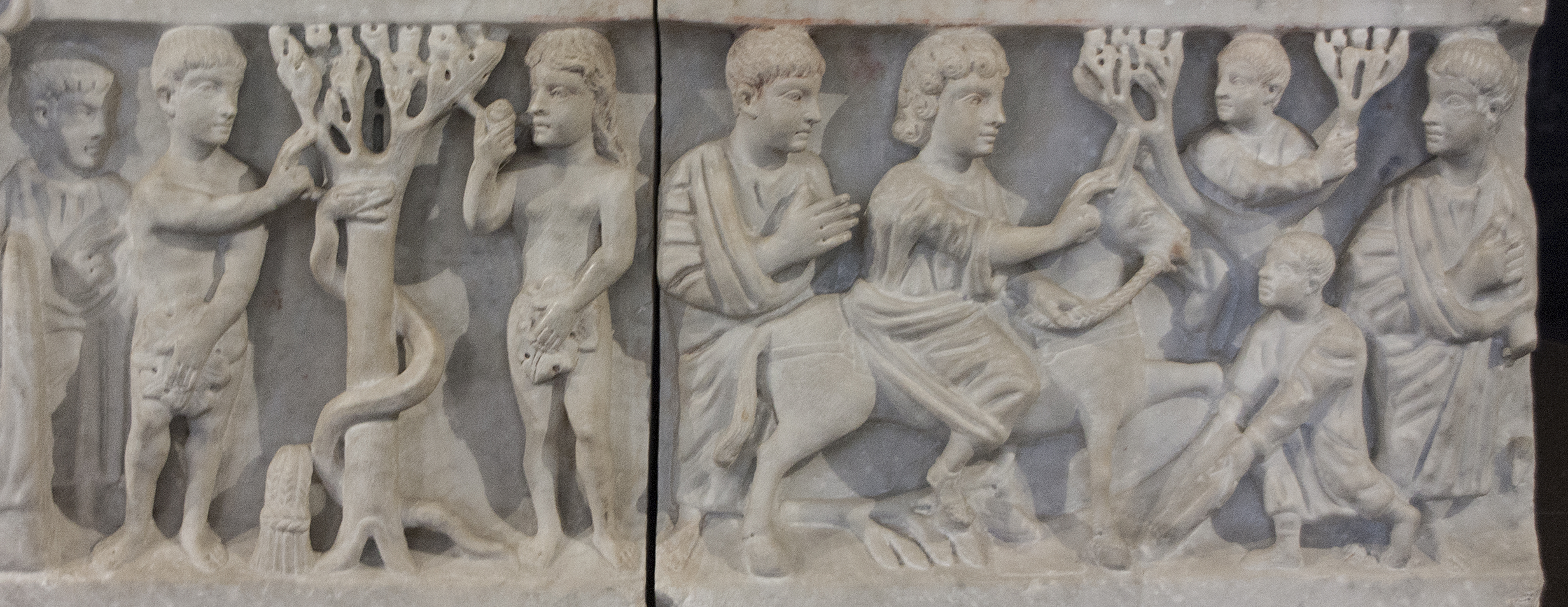
Detail. Adam, Eva en de slang. Palmzondag

- Sadrach, Mesach en Abednego uit het Boek Daniël
- Bruiloft te Kana
- De drie Wijzen aanbidden Maria met kind
- Adam en Eva met de slang
- Palmzondag.